# Stromální buňka lymfalické uzliny
Stromální buňky lymfatické uzliny se účastní utváření lymfatické uzliny. Tyto buňky jsou schopny interagovat s různými typy hematopoetických buněk a poskytují jim lešení, které hematopoetické buňky využívají pro svůj pohyb, lokalizaci a vzájemný kontakt. Stromální buňky lymfatické uzliny vytváří vhodné prostředí pro setkání lymfocytů s antigeny a podílejí se tak na zahájení adaptivní imunitní odpovědi. Interakce a děje v lymfatické uzlině probíhají díky schopnosti stromálních buněk exprimovat řadu molekul. Stromální buňky lymfatické uzliny si zachovávají expresi mnoha molekul typických pro stromální buňky, ale mimo to produkují spoustu specifických chemokinů, cytokinů a adhezivních molekul.

## Lymfatická uzlina
Lymfatické uzliny patří mezi sekundární lymfatické orgány, dále také slezina a Peyerovy pláty. Vytváří se v oblastech mezi lymfatickými a krevními cévami.  Naivní lymfocyty prostupují skrz krevní endoteliální buňky (BEC). Krevní artérie přivádí do lymfatické uzliny naivní lymfocyty z thymu a kostní dřeně. V lymfatické tkáni se pohybují podél retikulární sítě vytvořené pomocí retikulárních fibroblastů (FRC) a migrují do své specifické zóny. Aferentními lymfatickými cévami přichází do uzliny lymfa z tkání. V lymfě jsou obsaženy antigeny a antigen prezentující buňky (APC). Hematopoetické buňky mají v lymfatické uzlině své odpovídající místo. Jejich pohyb je zajištěn produkcí chemokinů stromálními buňkami a vznikem chemokinového prostředí. Hladina a typ chemokinů je specifický pro příslušnou oblast lymfatické uzliny díky lokalizaci typu stromálních buněk. To umožňuje v kůře lymfatické uzliny setkání a stimulaci T a B lymfocytů antigenem. Diferencované efektorové T lymfocyty a plazmatické buňky se následně přesouvají do dřeně. Tam vstupují přes terminální sinus do eferentní lymfatické cévy a ta je odvádí do nadřazené lymfatické uzliny. 

## Struktura lymfatické uzliny
Na povrchu lymfatické uzliny se nachází vazivové pouzdro (capsula), z něj pronikají do nitra přepážky (trámce, trabeculae), které lymfatickou tkáň částečně rozdělují. Lymfatická tkáň je tvořena z 95 % buňkami imunitního systému a 5 % stromálními buňkami. Celý prostor uzliny je vyplněn sítí retikulárních vláken. Pod vazivem jsou umístěny subkapsulární a peritrabekulární sinusy. Jedná se o soubor dutin vyplněných makrofágy. Uvnitř rozlišujeme kůru (cortex) a dřeň (medulla), které kromě retikulární sítě obsahují i hematopoetické buňky. V kůře je lymfatická tkáň uspořádána do lymfatických uzlíků. Retikulární síť vyplňují T lymfocyty v T buněčné zóně a B lymfocyty v B buněčné zóně. B buněčná zóna se také nazývá primární B buněčný folikul, který zraje v zárodečné centrum. Tyto oblasti se liší nejen typem lymfocytů, ale i typem stromálních buněk. V dřeni se nachází efektorové T lymfocyty, plazmatické buňky a APC. Poblíž dřeně vstupuje krevní céva a vystupuje krevní céva a eferentní lymfatická céva. Tato oblast se nazývá hilus. Aferentní lymfatické cévy vstupují po obvodu lymfatické uzliny. 

## Typy stromálních buněk lymfatické uzliny
Stromální buňky lymfatické uzliny je heterogenní populace buněk, která může být rozdělena do 6 subpopulací. Typy stromálních buněk se liší expresí povrchových markerů glykoproteinu CD31 a podoplaninu gp38 (FRCs – gp38+ CD31-, FDCs - gp38(+/-) CD31-, LECs - gp38+ CD31+, BECs - gp38- CD31 low, IAPs - gp38- CD31- ITGA+), produkcí malých molekul, svou lokalizací a funkcí. Většina z nich exprimuje také markery běžné pro stromální buňky jako je desmin, laminin, různé podjednotky integrinů, vascular cell adhesion molecule 1 (VCAM1) a mucosal vascular addressin cell adhesion molecule 1 (MAdCAM1). 

### Fibroblastic reticular cells (FRCs)
FRCs jsou umístěny v T buněčné zóně. Vytváří hustou síť, která podporuje a řídí pohyb DC, T a B lymfocytů.  FRCs produkují retikulární vlákna bohatá na kolagen, která tvoří strukturu odlišnou a oddělenou od parenchymu lymfatické tkáně. Podél vláken těchto buněk se pohybují lymfocyty. FRCs exprimují chemokiny CCL21 a CCL19. Tyto molekuly vytyčují oblast T buněčné zóny a podporují migraci T lymfocytů a DC nesoucí odpovídající receptor CCR7. Dále produkují složky extracelulární matrix jako je ER-TR7, fibrilin, laminin, fibronektin a vytvářejí intracelulární komponenty jako desmin a α-aktin hladkého svalstva. Tyto molekuly mohou ovlivňovat utváření sítě FRCs buňkami.  Např. chemokin CCL21 je uchycen na povrchu FRCs přes kolagen IV a glykosaminoglykany.  FRCs se mohou diferenciovat z jiných stromálních buněk lymfatických uzlin po získání exprese gp38. 
FRCs jsou spojeny vláknitou strukturou a vytváří síť kanálků. Ta se skládá ze složek extracelulární matrix (ECM) produkovaných FRCs. Síť obsahuje dlouhá vlákna kolagenu I. Ty jsou propojena kolagenem XIV, malými proteoglykany bohatými na leucin a lysyl oxidázou, která tuto strukturu zpevňuje. V lymfatické tkáni vznikají póry tzv. molekulární síto. Tudíž malé molekuly jako jsou antigeny a chemokiny se mohou rychle dostávat skrz lymfatickou uzlinu k lymfocytům do T buněčné zóny, B buněčného folikulu a k BECs vystýlající HEVs. 

### Folicular dendritic cells (FDCs)
FDCs jsou lokalizované v centru B lymfocytárního folikulu. Vytvářejí hustou síť, kde B lymfocyty mohou vyhledávat antigeny nutné pro jejich stimulaci. FDCs exprimují Fc receptory (CD16, CD23 a CD32), komplementové receptory (CD21 a CD35) a složky komplementu jako je C4. Tyto molekuly FDCs buňkám usnadňují zachycení a prezentaci naivního antigenu na svém povrchu, především ve formě imunokomplexů. FDCs podporují vytvoření zárodečného centra, ve kterém dochází k interakcím mezi B lymfocyty, FDCs a folikulárními pomocnými T lymfocyty. Po aktivaci B lymfocytů následuje jejich proliferace a diferenciace v plazmatické a paměťové buňky.  FDRs jsou důležitým zdrojem produkce chemokinu CXCL13 a tím podporují migraci B-ly do primárního B cell folikulu. 

### Marginal reticular cells (MRCs)
MGRs vytváří vrstvu buněk hned pod SCS. Díky uspořádání buněk do sítě je umožněno přenesení antigenů z SCS do B buněčného folikulu. MGRs exprimují molekulu TRANCE (RANKL), což je člen rodiny tumor necrosis factor. Patří mezi buněčné organizátory vzniku struktury lymfatické uzliny během organogeneze. Na okrajích B cell folikulů exprimují chemokin CXCL13, který je signálem pro migraci B lymfocytů. 

### Lymphatic endothelial cells (LECs)
Tyto endotheliální buňky vystýlají lymfatické cévy. Exprimují různé adhezivní molekuly, chemokin CCL21 a lymphatic vessel endothelial hyaluronan receptor 1 (LYVE 1), což je homolog CD44. Tyto molekuly zajišťují vstup hematopoetických buněk do lymfatické cévy.  Při zánětu extrémně zvyšují množství povrchových adhezivních molekul, aby mohly vychytávat větší počet přicházejících DC. 

### Blood endothelial cells (BECs)
Jde o specializované vaskulární endoteliální buňky. Vystýlají vnitřek high endothelial venules (HEVs). Exprimují molekuly jako je peripheral node adressin (PNAd) a chemokin CCL21. Tyto molekuly jsou klíčové pro vstup lymfocytů z krve do lymfatické uzliny. 

### Integrin α7 pericytes (IAPs)
Tyto buňky exprimují několik typů řetězců integrinů, které vytváří různé heterodimery. Integriny umožňují buňkám interagovat s hematopoetickými buňkami a tímto způsobem IAPs podporují buněčnou migraci.  Jsou zatím nejméně prozkoumané.

## Funkce stromálních buněk lymfatické uzliny
Stromální buňky lymfatické uzliny mají především strukturální funkci. Vytvářejí lešení pro hematopoetické buňky a podporují jejich pohyb. Mimo to díky kontaktům s hematopoetickými buňkami ovlivňují vývoj adaptivní imunitní odpověď. Svou distribucí a produkcí různých malých molekul usnadňují setkání a následnou interakci T lymfocytů, B lymfocytů a antigen prezentujících buněk. Tím umožňují zahájení imunitní odpovědi. 

### Vývoj lymfatické uzliny
Lymfatické uzliny vznikají na rozhraní mezi lymfatickým a krevním systémem.  Pro vývoj lymfatické uzliny jsou důležité interakce mezi stromálními a hematopoetickými buňkami. Vzájemné interakce mezi LECs, indukujícími buňkami lymfatické tkáně a organizujícími mezenchymálními stromálními buňkami zahájí tvorbu lymfatické uzliny, a to poblíž krevní cévy. 

### Poskytnutí antigenu
V lymfatické uzlině probíhá adaptivní imunitní odpověď. K jejímu zahájení jsou potřebné hematopoetické buňky a antigeny. Lymfocyty vstupují do lymfatické uzliny cévou HEVs prostoupením mezi krevními endotheliálními buňkami (BECs) (viz dále). Antigeny jsou posbírané z periferních tkání a společně s lymfou putují do lymfatické uzliny aferentními lymfatickými cévami. Antigeny jsou buď solubilní nebo prezentované na povrchu DCs pocházejících z periferní tkáně. Solubilní antigeny prostupují do lymfatické uzliny skrz vrstvu LECs pasivním způsobem. V lymfatické uzlině jsou zpracovány tamějšími APCs. DCs se z lymfy vychytávají vazbou svého povrchového receptoru (C-type lectin receptor, CLEC 2) na gp38 na povrchu LECs. Při zánětu zvyšují LECs množství adhezivních molekul na svém povrchu.  DCs na svém povrchu exprimují také receptor CCR7, který interaguje s chemokinem CCL21 produkovaným FRCs. Tato vazba umožňuje DCs pohyb podél sítě z FRCs a jejich směřování do T-zóny nebo B folikulu. Spousta APCs (včetně DCs) se shromažďuje nedaleko HEVs, kde mohou nabídnout antigen na svém povrchu vstupujícím naivním lymfocytům. 

### Migrace lymfocytů
Aby mohlo dojít k aktivaci lymfocytů a zahájení imunitní odpovědi, musí přijít hematopoetické buňky do vzájemného kontaktu. Toto setkání zajišťují stromální buňky lymfatické uzliny. FRCs vytvářejí buněčnou síť propojenou kanálky. Hematopoetické buňky interagují s povrchem FRCs a pohybují se podél buněčné sítě. Na základě chemokinového prostředí směřují do své cílové oblasti lymfatické uzliny. To je způsobeno heterogenní distribucí jednotlivých typů stromálních buněk. Každý typ stromálních buněk produkuje specifické spektrum chemokinů, pro které mají určité typy hematopoetických buněk odpovídající receptory. Tím je zajištěno roztřídění hematopoetických buněk do cílových oblastí. Takže hematopoetické buňky se organizovaně najdou, interagují spolu a může dojít k zahájení imunitní odpovědi.  Naivní T lymfocyty exprimují povrchový receptor CCR7 schopný vázat chemokin CCL21. Ihned po svém vstupu do LN interagují s FRCs, pohybují se podél buněčné sítě a rychle směřují do T buněčné zóny, kde je FRCs buňkami exprimován chemokin CCL21. Tento chemokin dává T lymfocytům signál, aby zůstaly v lymfatické uzlině a měly více času najít antigen. B lymfocyty také nejprve prochází sítí z FRCs a míří do B buněčného folikulu. Tam FDCs produkují chemokin CXCL13, pro který mají B lymfocyty na svém povrchu receptor CXCR5. B i T lymfocyty opouští lymfatickou uzlinu na základě změny koncentrace sphingosine 1-phosphate (S1P), pro který mají odpovídající receptor. Nižší koncentrace S1P je v lymfatické uzlině udržována prostřednictvím aktivity S1P lyázy, než je tomu v krvi a lymfě. 

### Homeostáze lymfocytů
Každý den prochází lymfatickou uzlinou miliony lymfocytů. Přicházejí z thymu prostřednictvím HEVs (high endothelial venules). Vnitřek HEVs vystýlají krevní endoteliální buňky (BECs). BECs na svém povrchu vystavují adhezivní molekuly a chemokiny, ty umožní vazbu lymfocytů a dochází k jejich vychytávání z krve. BECs mohou regulovat aktuální množství vstupujících lymfocytů. Obsahují totiž kapsu, v níž mohou držet 4-5 lymfocytů a podle potřeby je uvolnit do lymfatické uzliny. V lymfatické uzlině je zajištěna homeostáze lymfocytů díky přítomným cytokinům.  T lymfocyty přežívají nejméně 8 týdnů, tzn. od doby, kdy opustily thymus, po okamžik aktivace antigenem. Tato doba je regulována přítomností MHC I.třídy u CD4+ T lymfocytů a MHC II.třídy u CD8+ T lymfocytů. Dalším regulátorem je cytokin IL-7, produkovaný FRCs. Tento cytokin podporuje přežívání klidových T lymfocytů. Podobně je tomu u B lymfocytů. Ty pro své přežití potřebují faktor BAFF (B-cell activating factor), který je produkován FDCs.  Efektorové lymfocyty diferencované po setkání s antigenem prostupují do eferentní lymfatické cévy a opouští lymfatickou uzlinu. Nahrazují odumřelé periferní lymfocyty a udržují tak konstantní hladinu v krvi. 

### Periferní tolerance
Autoreaktivní T lymfocyty jsou odstraňovány v thymu procesem klonální delece. Nicméně některé z nich ovšem uniknou. Stromální buňky lymfatické uzliny vystavují na svém povrchu PTAs (peripheral tissue-restricted antigens). PTAs jsou molekuly organismu vlastní, které se hojně vyskytují v periferních tkáních. Jejich exprese v buňkách je řízena transkripčním faktorem Aire (autoimmne regulator). Tak je tomu alespoň u populace buněk mTEC v thymu. Stromální buňky lymfatické uzliny vykazují velmi nízkou hladinu exprese transkripčního faktoru Aire. Naopak mají vysokou hladinu exprese transkripčního faktoru DF1. DF1 je transkripční faktor podobný Aire. Každý z obou těchto transkripčních faktorů spouští expresi jiného spektra genů. To by mohlo vysvětlovat výskyt jiných PTAs na stromálních buňkách lymfatických uzlin než u mTEC v thymu. CD8+ T lymfocyty, které reagují s PTAs se označují jako autoreaktivní a jsou v lymfatické uzlině odstraněny. Tímto procesem se stromální buňky lymfatických uzlin podílejí na udržení periferní tolerance. 